# Trébons-sur-la-Grasse
Pour les articles homonymes, voir Trébons et Grasse.
Trébons-sur-la-Grasse est une commune française située dans le nord-est du département de la Haute-Garonne, en région Occitanie.
Sur le plan historique et culturel, la commune est dans le Lauragais, l'ancien « Pays de Cocagne », lié à la fois à la culture du pastel et à l’abondance des productions, et de « grenier à blé du Languedoc ». Exposée à un climat océanique altéré, elle est drainée par la Grasse, le ruisseau des Barelles et par divers autres petits cours d'eau.
Trébons-sur-la-Grasse est une commune rurale qui compte 493 habitants en 2022, après avoir connu une forte hausse de la population depuis 1968. Elle fait partie de l'aire d'attraction de Toulouse. Ses habitants sont appelés les Trébonais et Trébonaises.

## Géographie

### Localisation
La commune de Trébons-sur-la-Grasse se trouve dans le département de la Haute-Garonne, en région Occitanie.
Elle se situe à 28 km à vol d'oiseau de Toulouse, préfecture du département, et à 23 km de Revel, bureau centralisateur du canton de Revel dont dépend la commune depuis 2015 pour les élections départementales.
La commune fait en outre partie du bassin de vie de Villefranche-de-Lauragais.
Les communes les plus proches sont : 
Cessales (1,7 km), Saint-Germier (2,4 km), Montgaillard-Lauragais (2,9 km), Saint-Vincent (3,1 km), Toutens (3,5 km), Mauremont (3,6 km), Vallègue (3,9 km), Varennes (4,1 km).
Sur le plan historique et culturel, Trébons-sur-la-Grasse fait partie du Lauragais, occupant une vaste zone, autour de l’axe central que constitue le canal du Midi, entre les agglomérations de Toulouse au nord-ouest et Carcassonne au sud-est et celles de Castres au nord-est et Pamiers au sud-ouest. C'est l'ancien « Pays de Cocagne », lié à la fois à la culture du pastel et à l’abondance des productions, et de « grenier à blé du Languedoc ».
Trébons-sur-la-Grasse est limitrophe de sept autres communes.
Les communes limitrophes sont  Cessales, Mauremont, Montgaillard-Lauragais, Saint-Germier, Saint-Vincent, Vallègue et Varennes.
| Varennes  | Saint-Germier          | Cessales      |
| Mauremont | Trébons-sur-la-Grasse  | Saint-Vincent |
|           | Montgaillard-Lauragais | Vallègue      |

### Géologie et relief
La superficie de la commune est de 1 087 hectares ; son altitude varie de 175  à   272 mètres.

### Hydrographie

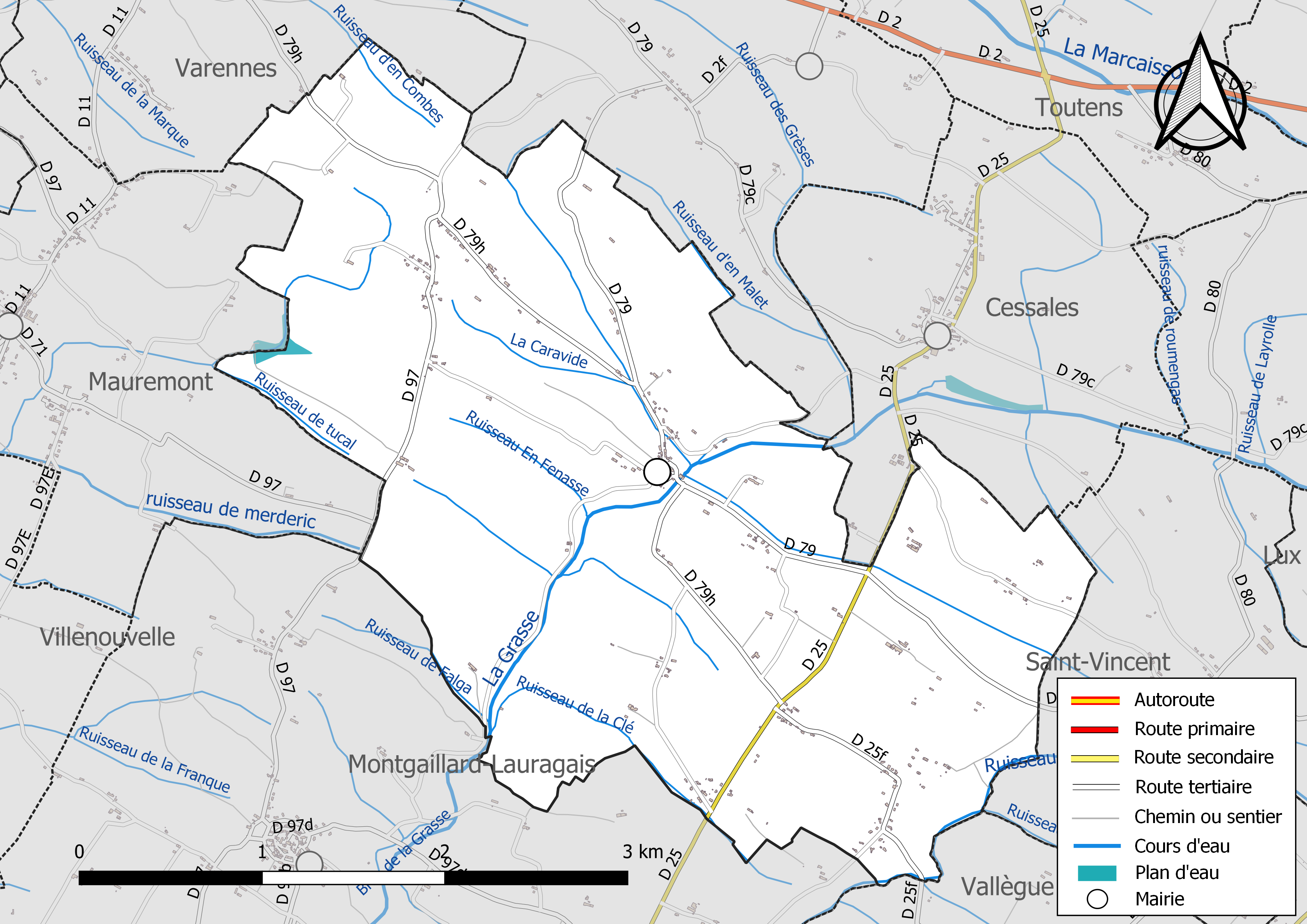
Réseaux hydrographique et routier de Trébons-sur-la-Grasse.

La commune est dans le bassin de la Garonne, au sein du bassin hydrographique Adour-Garonne. Elle est drainée par la Grasse, le ruisseau des Barelles, la Caravide, le ruisseau de Falga, le ruisseau de la Clé, le ruisseau de Lafage, le ruisseau d'en Combes, le ruisseau d'en Malet, le ruisseau de tucal, le ruisseau En Fenasse et par divers petits cours d'eau, constituant un réseau hydrographique de 18 km de longueur totale,.
La Grasse, d'une longueur totale de 18 km, prend sa source dans la commune des Les Cassés (11) et s'écoule vers l'ouest puis se réoriente vers le sud-ouest. Elle traverse la commune et se jette dans le Marès à Montgaillard-Lauragais, après avoir traversé 11 communes.

### Climat
Pour des articles plus généraux, voir Climat de l'Occitanie et Climat de la Haute-Garonne.
En 2010, le climat de la commune est de type climat du Bassin du Sud-Ouest, selon une étude s'appuyant sur une série de données couvrant la période 1971-2000. En 2020, Météo-France publie une typologie des climats de la France métropolitaine dans laquelle la commune est exposée à un climat océanique altéré et est dans la région climatique Aquitaine, Gascogne, caractérisée par une pluviométrie abondante au printemps, modérée en automne, un faible ensoleillement au printemps, un été chaud (19,5 °C), des vents faibles, des brouillards fréquents en automne et en hiver et des orages fréquents en été (15 à 20 jours).
Pour la période 1971-2000, la température annuelle moyenne est de 13,2 °C, avec une amplitude thermique annuelle de 15,9 °C. Le cumul annuel moyen de précipitations est de 719 mm, avec 9,5 jours de précipitations en janvier et 5,2 jours en juillet. Pour la période 1991-2020, la température moyenne annuelle observée sur la station météorologique la plus proche, située sur la commune de Ségreville à 5 km à vol d'oiseau, est de 13,4 °C et le cumul annuel moyen de précipitations est de 747,6 mm,. Pour l'avenir, les paramètres climatiques de la commune estimés pour 2050 selon différents scénarios d'émission de gaz à effet de serre sont consultables sur un site dédié publié par Météo-France en novembre 2022.

### Milieux naturels et biodiversité
Aucun espace naturel présentant un intérêt patrimonial n'est recensé sur la commune dans l'inventaire national du patrimoine naturel,,.

## Urbanisme

### Typologie
Au 1er janvier 2024, Trébons-sur-la-Grasse est catégorisée commune rurale à habitat très dispersé, selon la nouvelle grille communale de densité à sept niveaux définie par l'Insee en 2022.
Elle est située hors unité urbaine. Par ailleurs la commune fait partie de l'aire d'attraction de Toulouse, dont elle est une commune de la couronne,. Cette aire, qui regroupe 527 communes, est catégorisée dans les aires de 700 000 habitants ou plus (hors Paris),.

### Occupation des sols
L'occupation des sols de la commune, telle qu'elle ressort de la base de données européenne d’occupation biophysique des sols Corine Land Cover (CLC), est marquée par l'importance des territoires agricoles (97,7 % en 2018), une proportion identique à celle de 1990 (97,7 %). La répartition détaillée en 2018 est la suivante : 
terres arables (93,6 %), zones agricoles hétérogènes (4,1 %), forêts (2,3 %). L'évolution de l’occupation des sols de la commune et de ses infrastructures peut être observée sur les différentes représentations cartographiques du territoire : la carte de Cassini (XVIIIe siècle), la carte d'état-major (1820-1866) et les cartes ou photos aériennes de l'IGN pour la période actuelle (1950 à aujourd'hui).

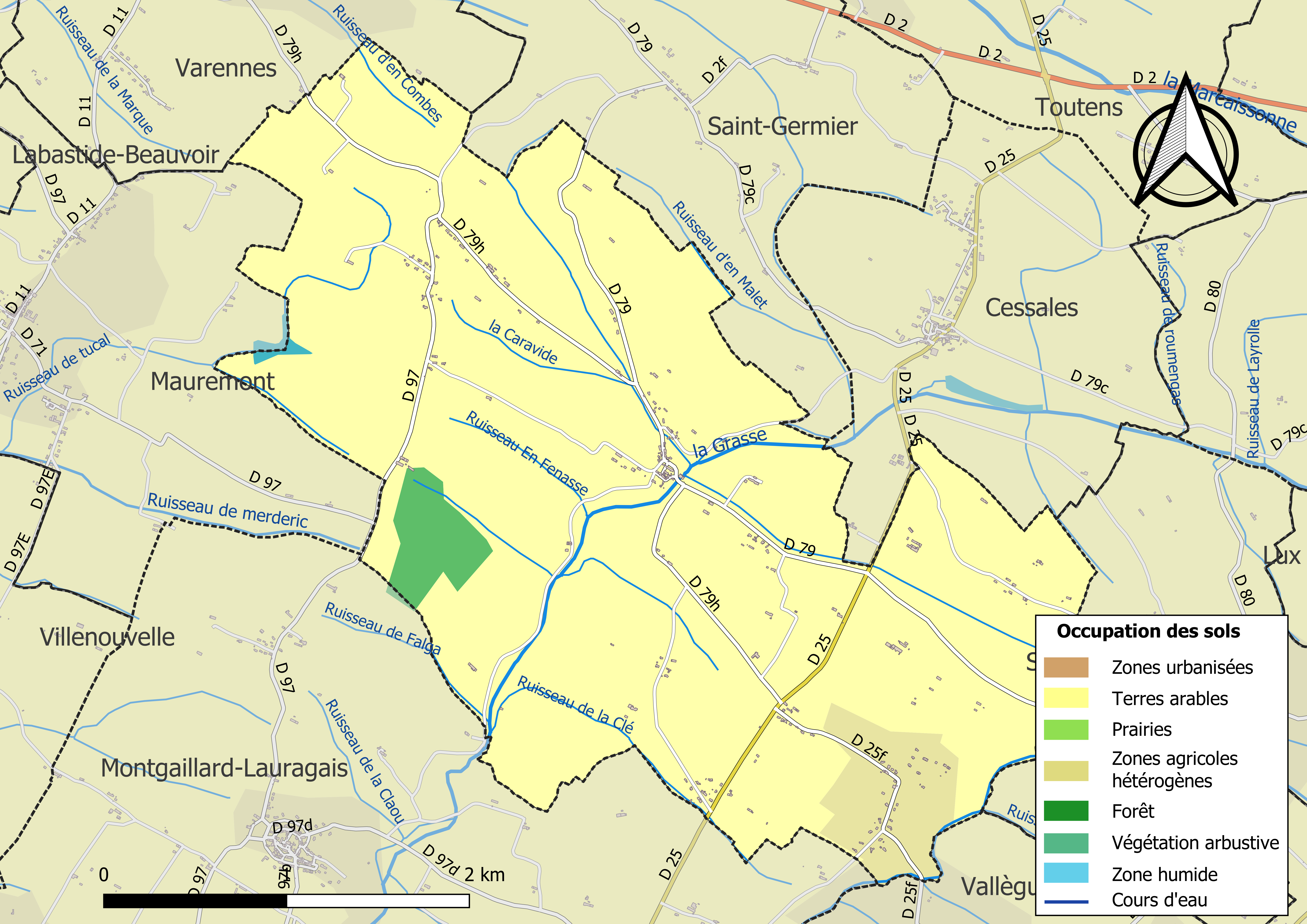
Carte des infrastructures et de l'occupation des sols de la commune en 2018 (CLC).

### Voies de communication et transports
Accès avec les routes départementales D 25 et D 97.

### Risques majeurs
Le territoire de la commune de Trébons-sur-la-Grasse est vulnérable à différents aléas naturels : météorologiques (tempête, orage, neige, grand froid, canicule ou sécheresse), inondations et séisme (sismicité très faible). Un site publié par le BRGM permet d'évaluer simplement et rapidement les risques d'un bien localisé soit par son adresse soit par le numéro de sa parcelle.
Certaines parties du territoire communal sont susceptibles d’être affectées par le risque d’inondation par débordement de cours d'eau, notamment la Grasse. La commune a été reconnue en état de catastrophe naturelle au titre des dommages causés par les inondations et coulées de boue survenues en 1982, 1993, 1997, 1998, 1999, 2000 et 2009,.

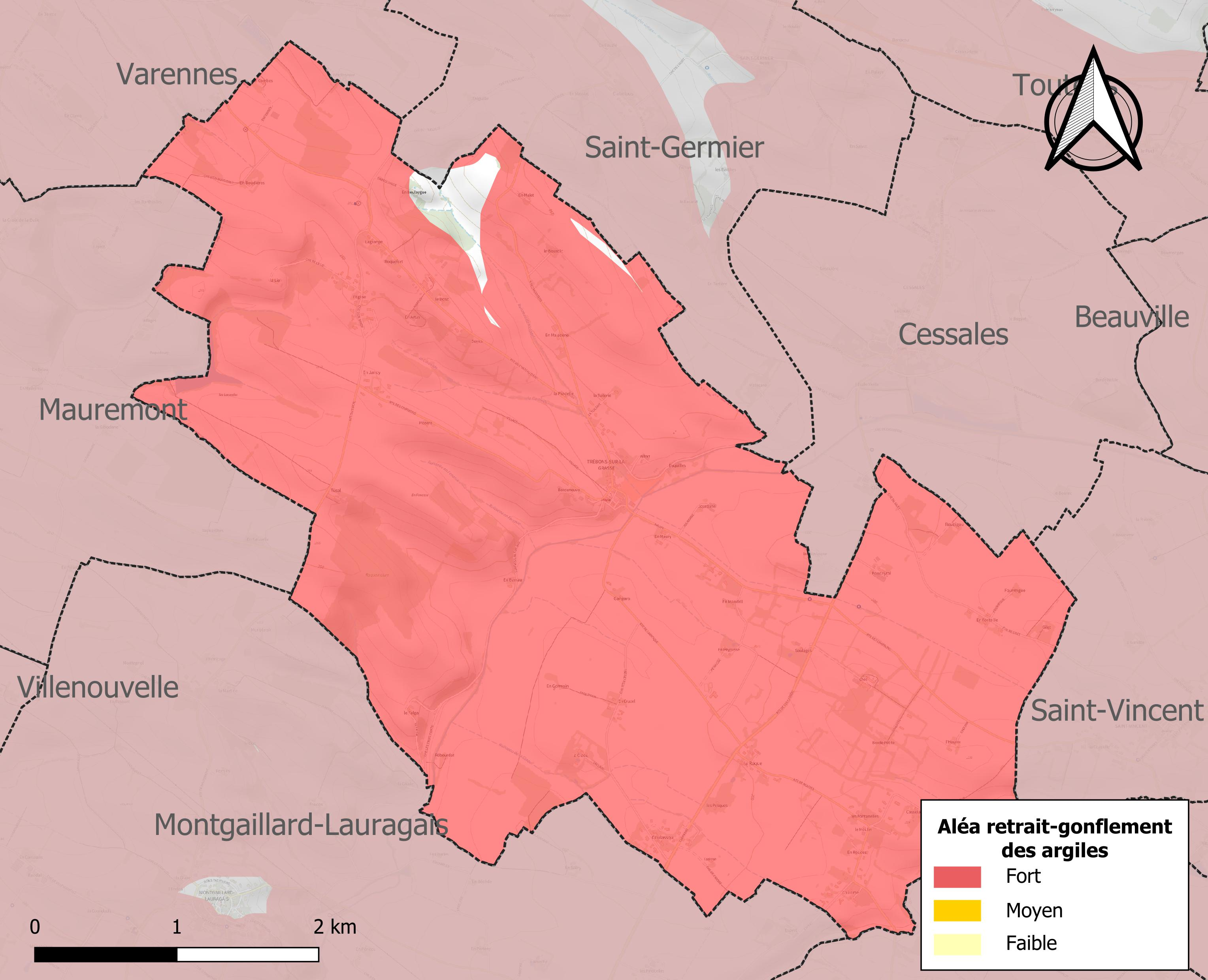
Carte des zones d'aléa retrait-gonflement des sols argileux de Trébons-sur-la-Grasse.

Le retrait-gonflement des sols argileux est susceptible d'engendrer des dommages importants aux bâtiments en cas d’alternance de périodes de sécheresse et de pluie. 98,6 % de la superficie communale est en aléa moyen ou fort (88,8 % au niveau départemental et 48,5 % au niveau national). Sur les 177 bâtiments dénombrés sur la commune en 2019, 176 sont en aléa moyen ou fort, soit 99 %, à comparer aux 98 % au niveau départemental et 54 % au niveau national. Une cartographie de l'exposition du territoire national au retrait gonflement des sols argileux est disponible sur le site du BRGM,.
Par ailleurs, afin de mieux appréhender le risque d’affaissement de terrain, l'inventaire national des cavités souterraines permet de localiser celles situées sur la commune.
Concernant les mouvements de terrains, la commune a été reconnue en état de catastrophe naturelle au titre des dommages causés par la sécheresse en 1989, 2003 et 2016 et par des mouvements de terrain en 1999.

## Histoire
La commune est créée en 1793 sous le nom de « Trebons », les noms de « Trebous » et « Trébons » apparaissant par la suite. Elle prend le nom de Trébons-sur-la-Grasse en 1921.
Elle absorbe en 1847 l'ancienne commune d'Esquilles.

## Politique et administration

### Administration municipale
Le nombre d'habitants au recensement de 2011 étant compris entre 100 et 499, le nombre de membres du conseil municipal pour l'élection de 2014 est de onze,.

### Rattachements administratifs et électoraux
Commune faisant partie de la septième circonscription de la Haute-Garonne de la communauté de communes des Terres du Lauragais et du canton de Revel (avant le redécoupage départemental de 2014, Trébons-sur-la-Grasse faisait partie de l'ex-canton de Villefranche-de-Lauragais et de la communauté de communes Cap-Lauragais).

### Liste des maires

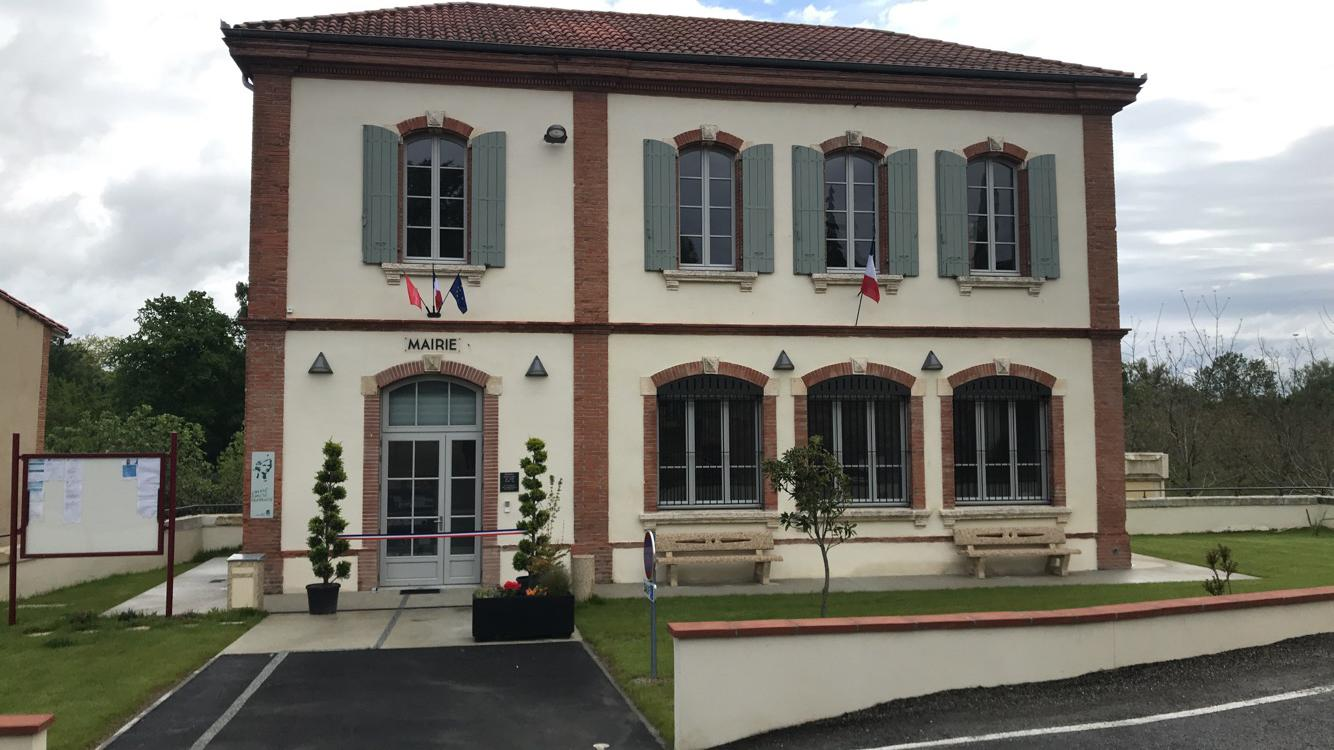
Nouvelle mairie

| Période                                  | Période  | Identité     | Étiquette | Qualité  |
| ---------------------------------------- | -------- | ------------ | --------- | -------- |
| Les données manquantes sont à compléter. |          |              |           |          |
| mars 1995                                | En cours | John Steimer |           | Retraité |

## Population et société

### Démographie
L'évolution du nombre d'habitants est connue à travers les recensements de la population effectués dans la commune depuis 1793. Pour les communes de moins de 10 000 habitants, une enquête de recensement portant sur toute la population est réalisée tous les cinq ans, les populations de référence des années intermédiaires étant quant à elles estimées par interpolation ou extrapolation. Pour la commune, le premier recensement exhaustif entrant dans le cadre du nouveau dispositif a été réalisé en 2007.

En 2022, la commune comptait 493 habitants, en évolution de +9,56 % par rapport à 2016 (Haute-Garonne : +8,02 %, France hors Mayotte : +2,11 %).
| 1793 | 1800 | 1806 | 1821 | 1831 | 1836 | 1841 | 1846 | 1851 |
| ---- | ---- | ---- | ---- | ---- | ---- | ---- | ---- | ---- |
| 595  | 268  | 228  | 313  | 352  | 356  | 361  | 519  | 520  |

| 1856 | 1861 | 1866 | 1872 | 1876 | 1881 | 1886 | 1891 | 1896 |
| ---- | ---- | ---- | ---- | ---- | ---- | ---- | ---- | ---- |
| 499  | 493  | 480  | 454  | 449  | 414  | 356  | 386  | 356  |

| 1901 | 1906 | 1911 | 1921 | 1926 | 1931 | 1936 | 1946 | 1954 |
| ---- | ---- | ---- | ---- | ---- | ---- | ---- | ---- | ---- |
| 345  | 354  | 343  | 309  | 321  | 330  | 311  | 289  | 268  |

| 1962 | 1968 | 1975 | 1982 | 1990 | 1999 | 2006 | 2007 | 2012 |
| ---- | ---- | ---- | ---- | ---- | ---- | ---- | ---- | ---- |
| 240  | 181  | 184  | 204  | 249  | 322  | 375  | 383  | 442  |

| 2017 | 2022 | - | - | - | - | - | - | - |
| ---- | ---- | - | - | - | - | - | - | - |
| 450  | 493  | - | - | - | - | - | - | - |

| selon la population municipale des années : | 1968 | 1975 | 1982 | 1990 | 1999 | 2006 | 2009 | 2013 |
| Rang de la commune dans le département      | 374  | 324  | 323  | 300  | 272  | 272  | 267  | 259  |
| Nombre de communes du département           | 592  | 582  | 586  | 588  | 588  | 588  | 589  | 589  |

### Enseignement
Trébons-sur-la-Grasse fait partie de l'académie de Toulouse.
Les enfants du primaire sont scolarisés sur le regroupement pédagogique intercommunal (RPI). Les communes de Cessales, Trébons-sur-la-Grasse, Mauremont et Les Varennes accueillent les enfants selon leur classe.
Une nouvelle école maternelle d'une capacité de deux classes a été inaugurée pour la rentrée 2011-2012 sur la commune.
Les élèves du collège sont scolarisés à Villefranche-de-Lauragais et seront scolarisés à Caraman à partir de la rentrée 2020.
Les élèves du lycée sont scolarisés à Villefranche de Lauragais

### Culture et festivité
L'ancienne école maternelle est devenue maison des associations.

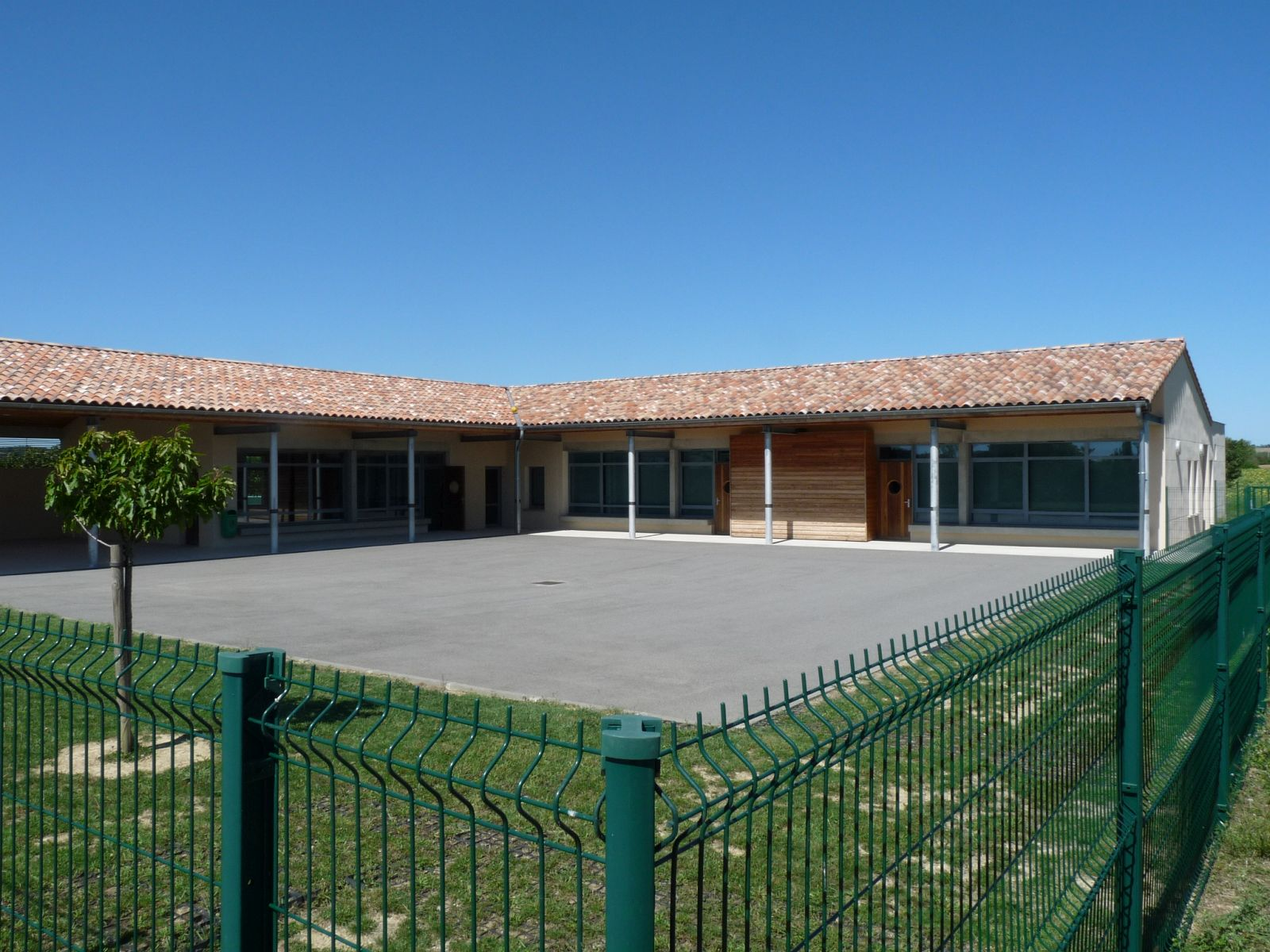
L'école maternelle
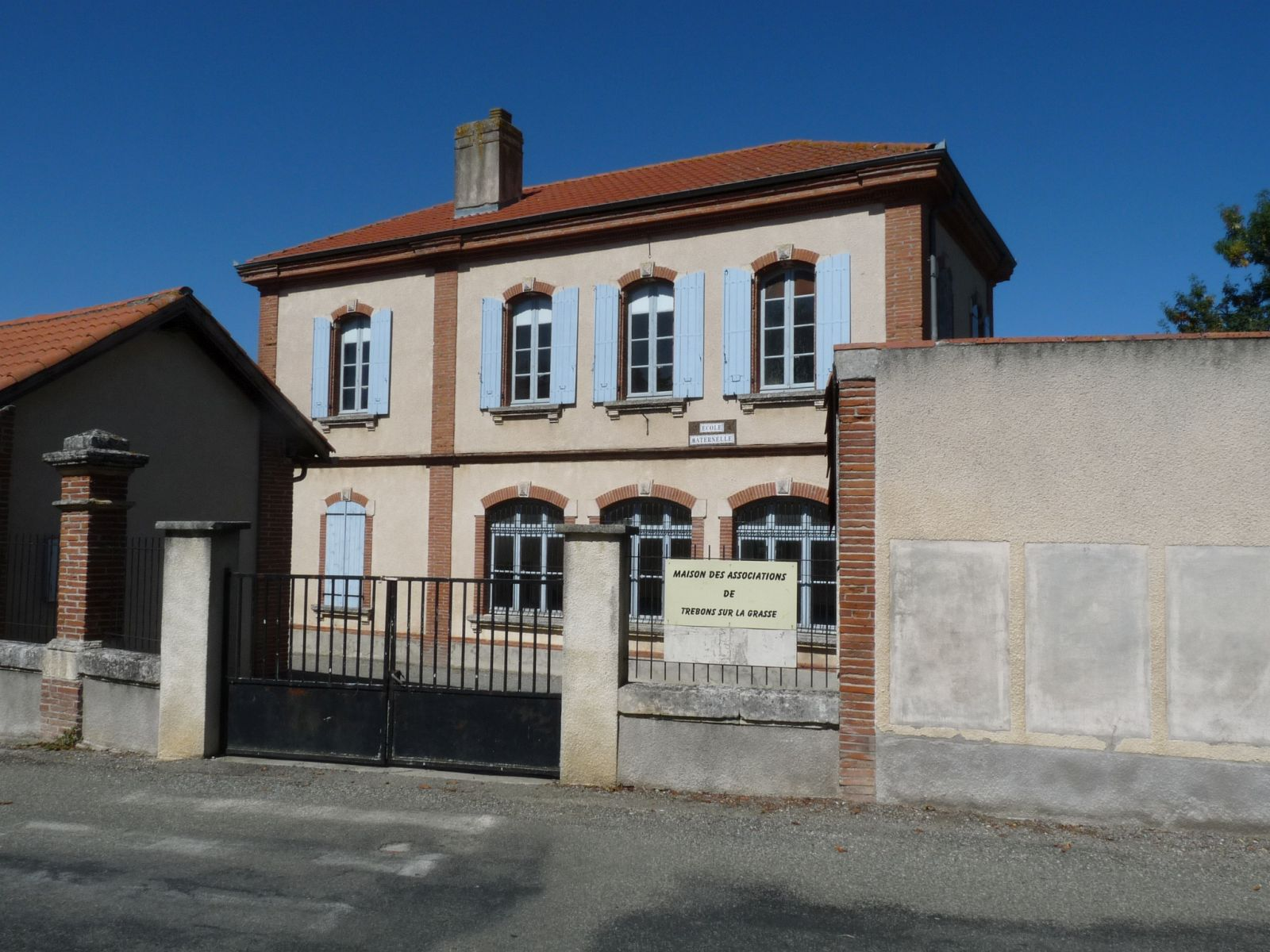
La maison des associations

### Activités sportives
Chasse, randonnée pédestre,

### Écologie et recyclage
La collecte et le traitement des déchets des ménages et des déchets assimilés ainsi que la protection et la mise en valeur de l'environnement se font dans le cadre de la communauté de communes des Terres du Lauragais.

## Économie

### Revenus
En 2018  (données Insee publiées en septembre 2021), la commune compte 170 ménages fiscaux, regroupant 485 personnes. La médiane du revenu disponible par unité de consommation est de 26 080 € (23 140 € dans le département).

### Emploi
|                | 2008  | 2013  | 2018  |
| -------------- | ----- | ----- | ----- |
| Commune        | 5,4 % | 5,3 % | 4,7 % |
| Département    | 7,7 % | 9,6 % | 9,3 % |
| France entière | 8,3 % | 10 %  | 10 %  |

En 2018, la population âgée de 15 à 64 ans s'élève à 306 personnes, parmi lesquelles on compte 78 % d'actifs (73,3 % ayant un emploi et 4,7 % de chômeurs) et 22 % d'inactifs,. Depuis 2008, le taux de chômage communal (au sens du recensement) des 15-64 ans est inférieur à celui de la France et du département.
La commune fait partie de la couronne de l'aire d'attraction de Toulouse, du fait qu'au moins 15 % des actifs travaillent dans le pôle,. Elle compte 43 emplois en 2018, contre 61 en 2013 et 70 en 2008. Le nombre d'actifs ayant un emploi résidant dans la commune est de 227, soit un indicateur de concentration d'emploi de 18,9 % et un taux d'activité parmi les 15 ans ou plus de 66,1 %.
Sur ces 227 actifs de 15 ans ou plus ayant un emploi, 33 travaillent dans la commune, soit 14 % des habitants. Pour se rendre au travail, 88,6 % des habitants utilisent un véhicule personnel ou de fonction à quatre roues, 3,1 % les transports en commun, 3,1 % s'y rendent en deux-roues, à vélo ou à pied et 5 % n'ont pas besoin de transport (travail au domicile).

### Activités hors agriculture
37 établissements sont implantés  à Trébons-sur-la-Grasse au 31 décembre 2019. Le tableau ci-dessous en détaille le nombre par secteur d'activité et compare les ratios avec ceux du département,.
| Secteur d'activité                                                                                        | Commune | Commune | Département |
| Secteur d'activité                                                                                        | Nombre  | %       | %           |
| --- | ------- | ------- | ----------- |
| Ensemble                                                                                                  | 37      |         |             |
| Industrie manufacturière, industries extractives et autres                                                | 3       | 8,1 %   | (5,7 %)     |
| Construction                                                                                              | 10      | 27 %    | (12 %)      |
| Commerce de gros et de détail, transports, hébergement et restauration                                    | 7       | 18,9 %  | (25,9 %)    |
| Activités financières et d'assurance                                                                      | 1       | 2,7 %   | (3,8 %)     |
| Activités immobilières                                                                                    | 2       | 5,4 %   | (4,2 %)     |
| Activités spécialisées, scientifiques et techniques et activités de services administratifs et de soutien | 4       | 10,8 %  | (19,8 %)    |
| Administration publique, enseignement, santé humaine et action sociale                                    | 5       | 13,5 %  | (16,6 %)    |
| Autres activités de services                                                                              | 5       | 13,5 %  | (7,9 %)     |

Le secteur de la construction est prépondérant sur la commune puisqu'il représente 27 % du nombre total d'établissements de la commune (10 sur les 37 entreprises implantées  à Trébons-sur-la-Grasse), contre 12 % au niveau départemental.

### Agriculture
|               | 1988 | 2000 | 2010 | 2020 |
| ------------- | ---- | ---- | ---- | ---- |
| Exploitations | 24   | 18   | 11   | 8    |
| SAU (ha)      | 624  | 706  | 765  | 712  |

La commune est dans le Lauragais, une petite région agricole occupant le nord-est du département de la Haute-Garonne, dont les coteaux portent des grandes cultures en sec avec une dominante blé dur et tournesol. En 2020, l'orientation technico-économique de l'agriculture  sur la commune est la culture de céréales et/ou d'oléoprotéagineuses. Huit exploitations agricoles ayant leur siège dans la commune sont dénombrées lors du recensement agricole de 2020 (24 en 1988). La superficie agricole utilisée est de 712 ha,,.

## Culture locale et patrimoine

### Lieux et monuments
- Église paroissiale Saint-Martin dont le chœur date du XIIIe siècle. Sa cloche datant de 1596 est classée monument historique au titre objet depuis 1914[41].
- Château seigneurial (XIIIe et XVIIe siècles)
- Château d'En Rigaud (XVIIIe siècle) avec tour minaret de surveillance
- Vestiges de deux moulins banaux des XVIe et XVIIIe siècles.

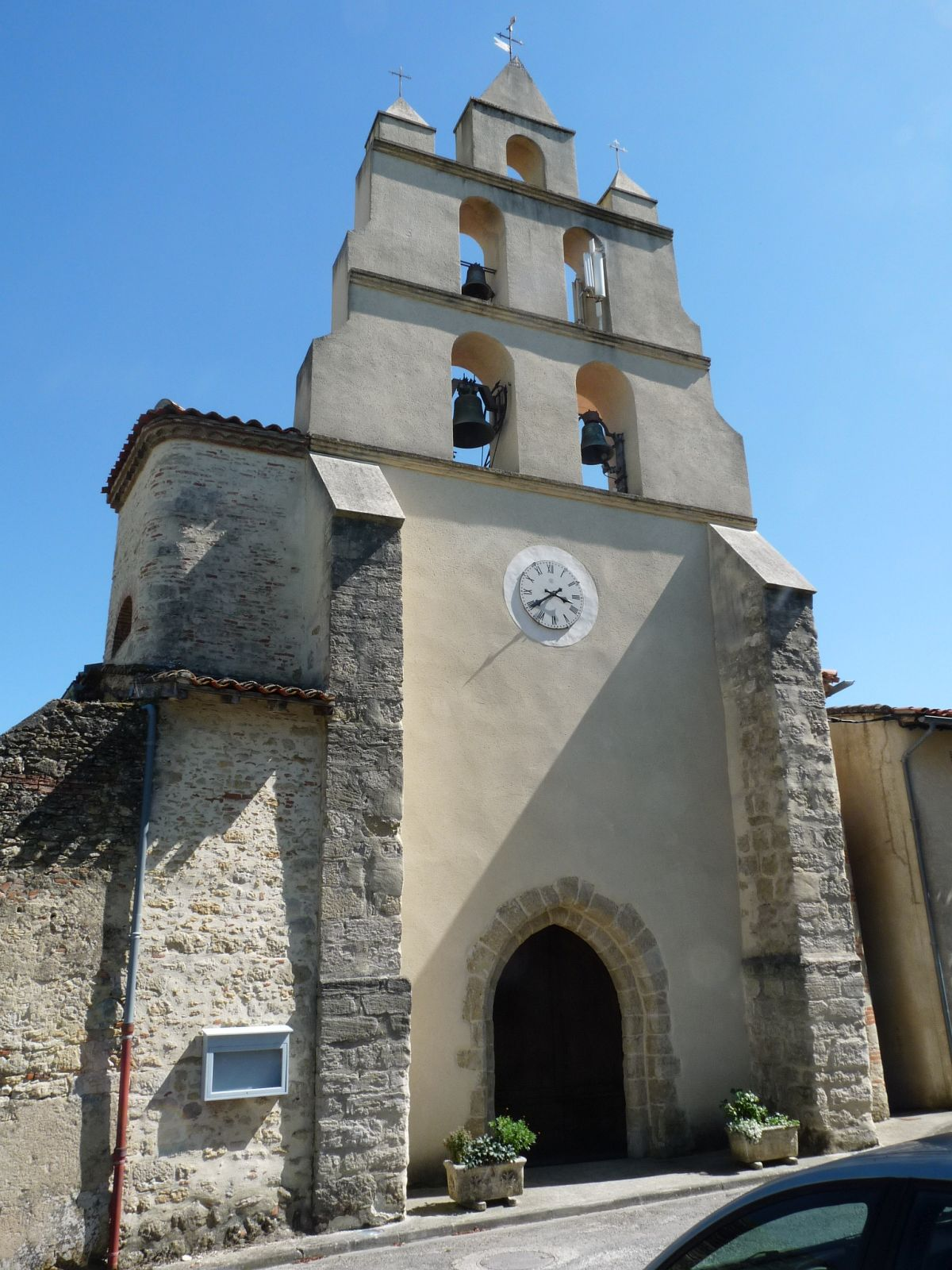
L'église Saint-Martin
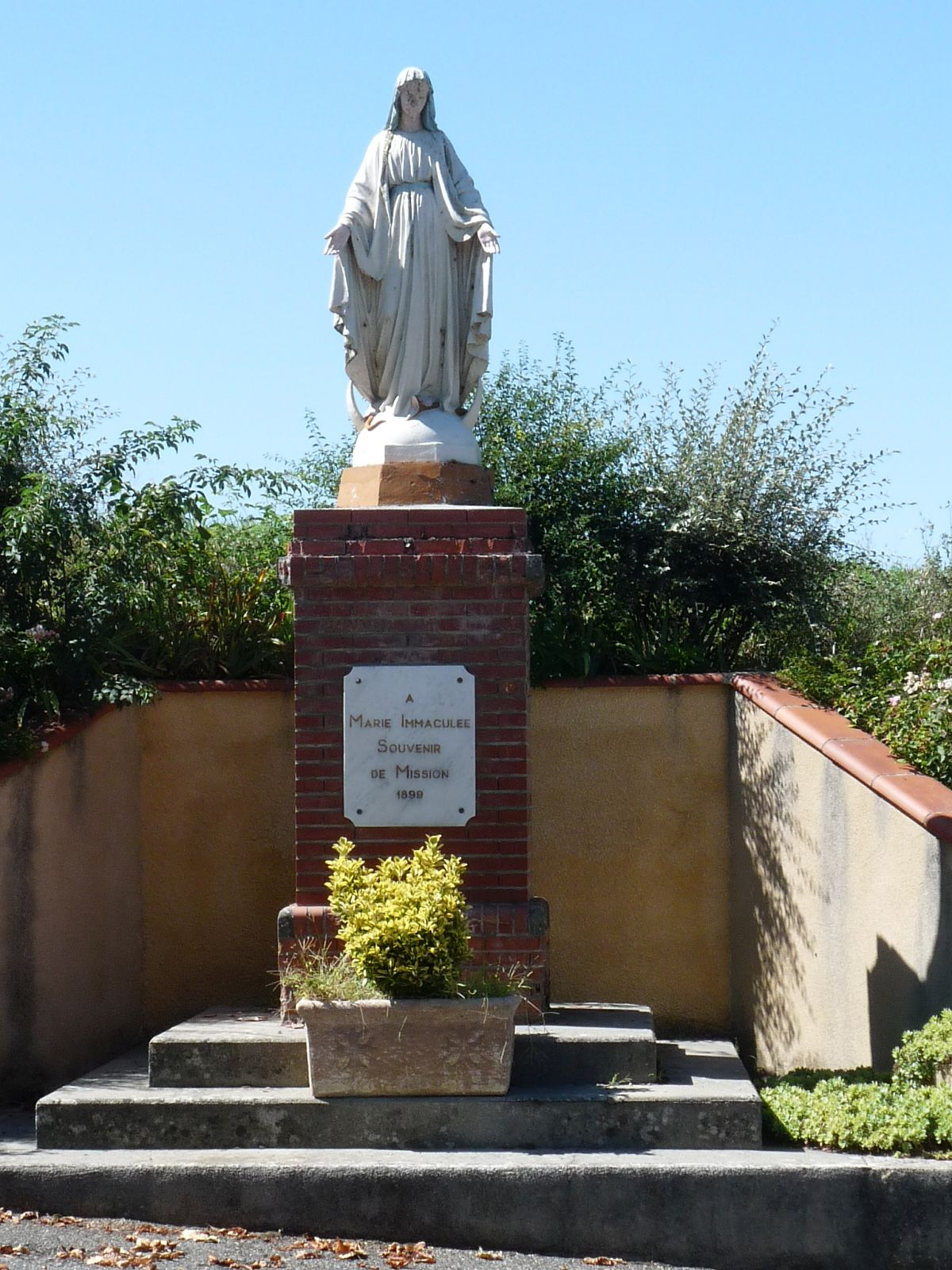
Statue de l'Immaculée conception
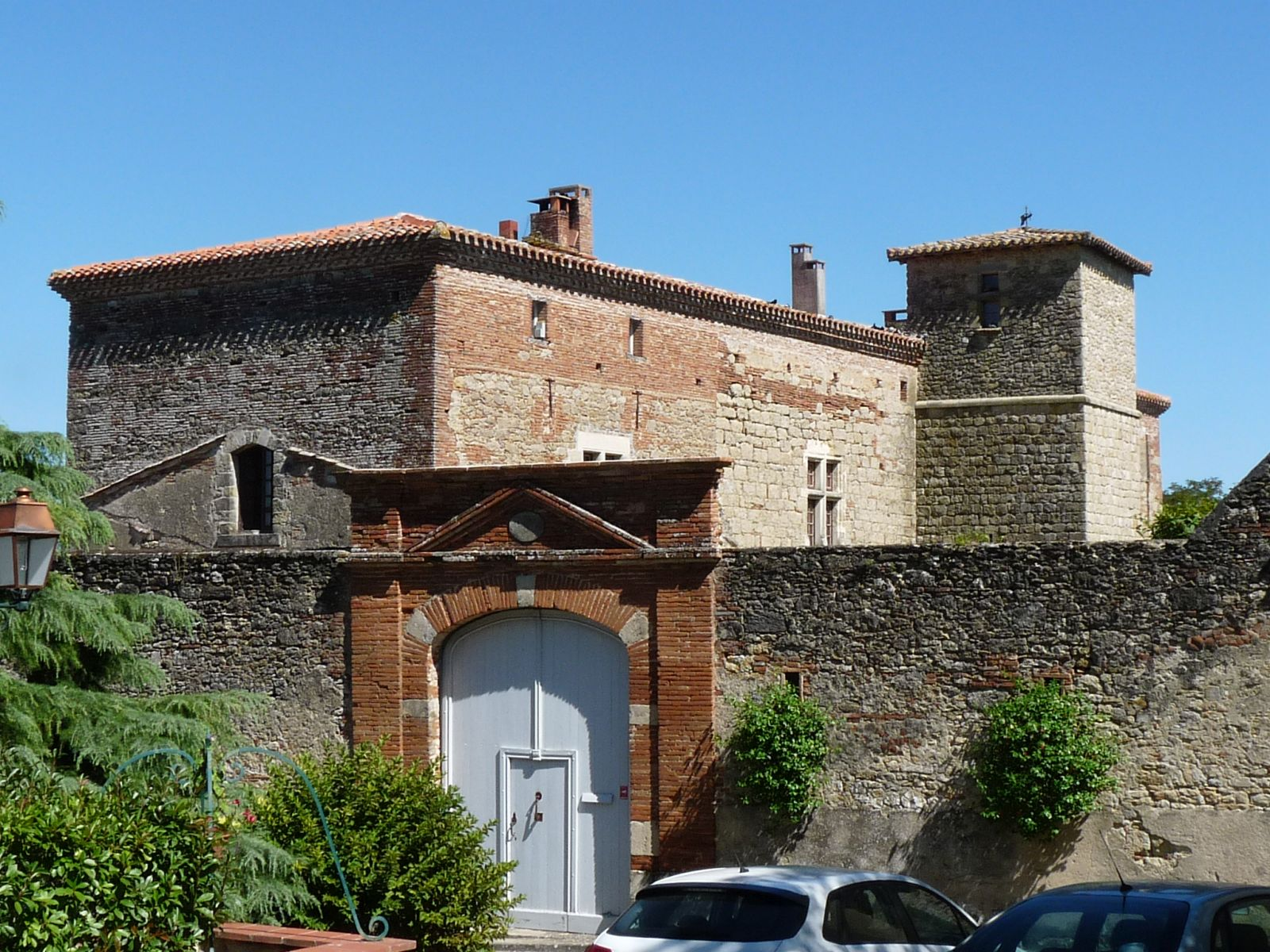
L'ancien château
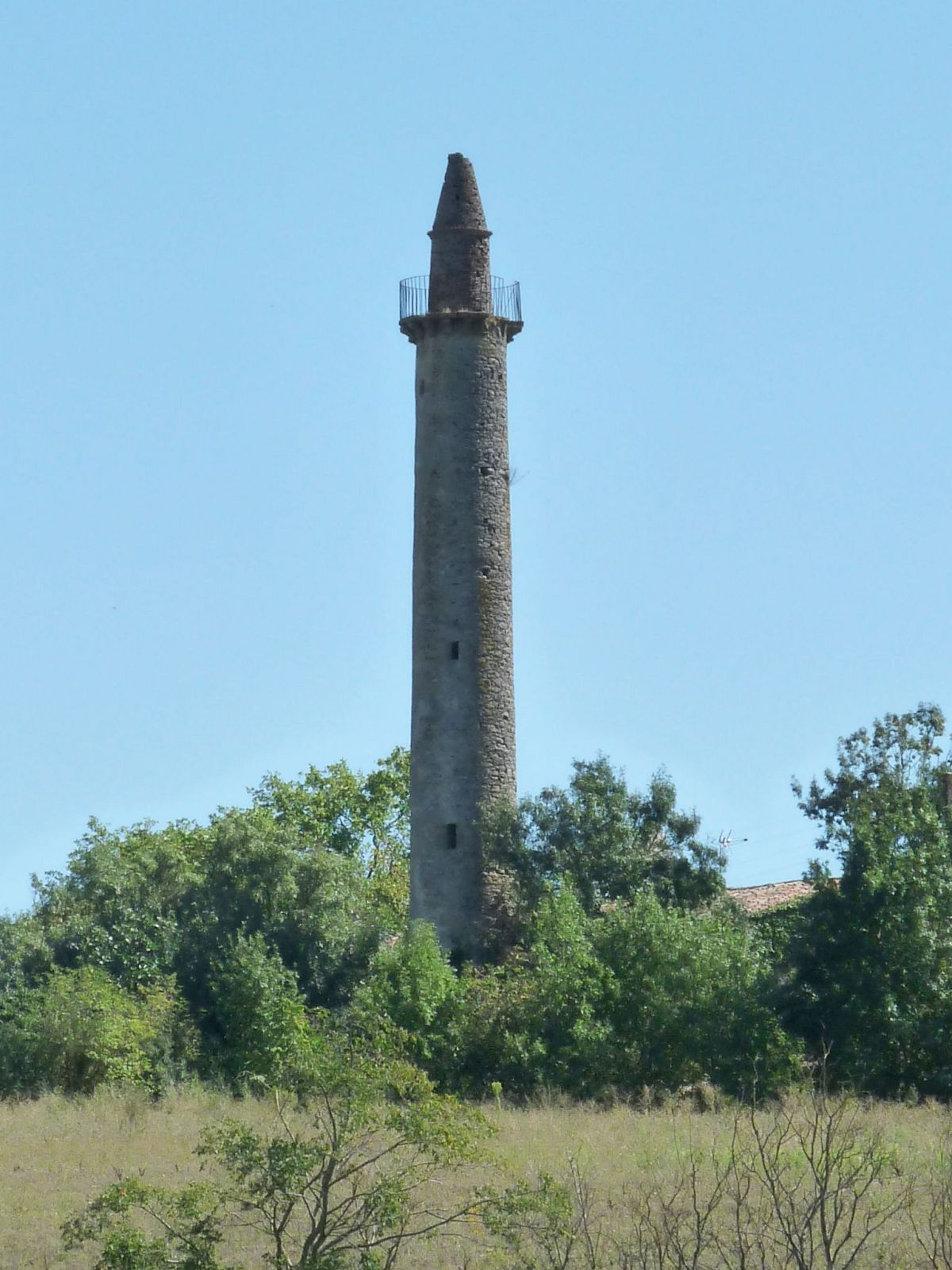
La tour de Rigaud
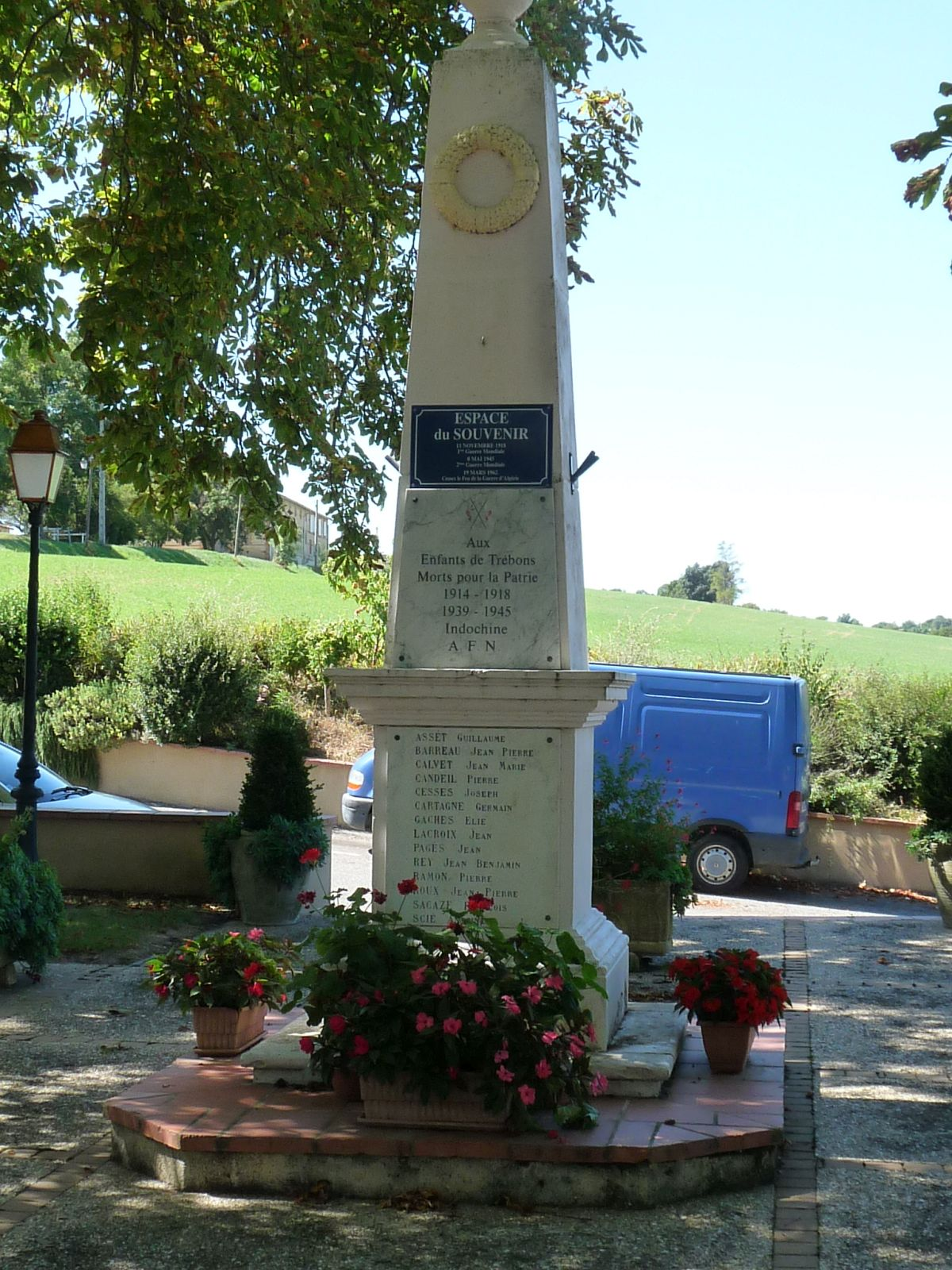
Le monument aux morts